# Турборейнджеры
«Турборейнджеры» (англ. Turbo: A Power Rangers Movie) — американский супергеройский фильм 1997 года, снятый Дэвидом Уиннингом и Шуки Леви по сценарию Леви и Шелл Дэниэлсон и спродюсированный Saban Entertainment и Toei Company; дистрибуцией картины занималась 20th Century Fox. Это второй художественный фильм из франшизы «Могучие рейнджеры» после «Могучих морфов: Рейнджеров силы» (1995). В фильме снимались: Джонни Йонг Бош, Некия Барриз, Джейсон Дэвид Фрэнк, Кэтрин Сазерленд, Эми Джо Джонсон, Стив Карденас, Остин Сент-Джон, Джейсон Нарви, Пол Шрайер, Блейк Фостер и Хилари Шепард Тёрнер.
События фильма разворачиваются после окончания четвёртого сезона «Могучих рейнджеров» с подзаголовком «Зео» (1996) и предшествуют пятому сезону — «Турбо» (1997). Как и в случае с предыдущими сезонами сериала, в фильме использовались образы и костюмы персонажей Gekisou Sentai Carranger,  двадцатого сезона японского сериала Super Sentai от Toei. Оригинальные декорации и костюмы, которые создавались для героев и злодеев фильма, впоследствии повторно использовались в «Могучих рейнджерах», в частности главный антагонист фильма Малигор был переработан в Тёмного Спектора из «Могучих рейнджеров в космосе» (1998).
Релиз «Турборейнджеров» состоялся 28 марта 1997 года; фильм получил разгромные отзывы от кинокритиков, которые сетовали на низкое качество визуальных эффектов и кривляния персонажей, однако, в то же время, хвалили игру актёров. Несмотря на приобретение франшизы компанией Hasbro, права на «Могучих морфов: Рейнджеров силы» и «Турборейнджеров» остались у 20th Century Fox, после чего перешли в собственность Disney в результате покупки Fox.

## Сюжет
На планете Лиария космическая пиратка Диватокс выслеживает волшебника по имени Леригот, в распоряжении которого находится магический ключ от портала в другое измерение, где заключён могущественный монстр Малигор; Диватокс намеревается выйти за него замуж, чтобы в дальнейшем объединить усилия и поработить вселенную. Леригот сбегает от приспешников Диватокс и отправляется на Землю — нынешний дом мудреца Зордона и его робота-помощника Альфы-5 —, однако случайно попадает в Африку. Ослабленный попаданием ультрафиолетовых лучей Леригот находит приют в племени шимпанзе. Диватокс также проникает на Землю в погоне за Лериготом.
В американском городе Энджел-Гроув учащиеся старшей школы, которые по совместительству являются супергероями Могучими рейнджерами Зео, Рокки ДеСантос, Адам Парк и Томми Оливер готовятся к благотворительному соревнованию по боевым искусствам, посвящённому спасению детского приюта. Во время тренировки Рокки случайно повреждает спину и попадает в больницу. Остальные рейнджеры Кэтрин Хиллард и Таня Слоан сопровождают детей из приюта после школьной экскурсии. Один из детей, мальчик по имени Джастин, навещает спящего Рокки и случайно узнаёт, что тот и остальные пятеро его друзей и есть Могучие рейнджеры. Зордон отправляет Томми и Кэтрин на поиски Леригота. Они успешно выполняют миссию и доставляют волшебника в штаб-квартиру команды под названием «Центр Силы».
Диватокс поручает своему племяннику Элгару найти двух людей для жертвоприношения в рамках церемонии по воскрешению Малигора; тот берёт в плен неудачливых полицейских — Фаркаса Булкмаера и Юджина Скулловича по прозвищу «Толстый и Тонкий», однако Диватокс обнаруживает более подходящих кандидатов — бывших Могучих морфов Джейсона Ли Скотта и Кимберли Харт, занимающихся дайвингом неподалёку. Вскоре Диватокс выходит на контакт с Лериготом, угрожая убить его жену и ребёнка, если тот не явится к ней; чтобы обезопасить себя от вмешательства рейнджеров, она показывает им по видеосвязи пленённых Джейсона и Кимберли. Тем не менее, на месте обмена Элгар обманывает рейнджеров и похищает Леригота.
Зордон и Альфа создают новые морферы силы для Рейнджеров, чтобы те смогли победить Диватокс. Обзаведясь Турбо-силами, рейнджеры преодолевают пустыню на своих Турбо-зордах и прибывают к кораблю под названием «Призрачный галеон». К ним присоединяется Джастин, которого Рокки выбрал своим преемником в качестве синего рейнджера, так как сам не смог принять участие в миссии из-за травмы. На субмарине Диватокс Джейсон и Кимберли придумывают план побега; хотя последней, Толстому и Тонкому удаётся сбежать, Джейсон попадает в ловушку и отделяется от отряда.
После пересечения рейнджерами и Диватокс «Треугольника Немезиды» и прибытия обеих сторон конфликта на остров Мурантиас, где находится Малигор, Диватокс взрывает «Призрачный галеон» с помощью торпед, однако рейнджеры выживают. Обитающие на острове туземцы, которые поклоняются Малигору как богу, ловят Кимберли и отводят её к Диватокс. В расположенном на вулкане храме рейнджеры не успевают освободить Джейсона и Кимберли до того, как их берёт под свой контроль Малигор, и вынуждает атаковать друзей; тем не менее, рейнджеры спасают семью Леригота, а её глава возвращает Джейсона и Кимберли в нормальное состояние.
Диватокс приносит в жертву своего племянника, что приводит к воскрешению Малигора; чтобы победить его, рейнджеры объединяют своих Турбо-зордов в Турбо-мегазорд. Диватокс, в конечном итоге, сбегает, пообещав отомстить. Рейнджеры возвращают Джейсона, Кимберли, Толстого, Тонкого, Леригота и его семью в Энджел-Гроув. Джейсон подменяет Рокки на соревновании и, вместе с Томми и Адамом, они одерживают победу и выигрывают деньги для спасения приюта.

## В ролях
| Актёр                | Роль                                        |
| -------------------- | ------------------------------------------- |
| Джонни Йонг Бош      | зелёный Турбо-рейнджер Адам Парк            |
| Некия Барриз         | жёлтый Турбо-рейнджер Таня Слоан            |
| Блейк Фостер         | синий Турбо-рейнджер Джастин Стюарт         |
| Джейсон Дэвид Фрэнк  | красный Турбо-рейнджер Томми Оливер         |
| Кэтрин Сазерленд     | розовый Турбо-рейнджер Кэтрин «Кэт» Хиллард |
| Стив Карденас        | Рокки Де Сантос                             |
| Остин Сент-Джон      | Джейсон Ли Скотт                            |
| Эми Джо Джонсон      | Кимберли Харт                               |
| Джейсон Нарви        | Юджин «Тонкий» Скуллович                    |
| Пол Шрайер           | Фаркас «Толстый» Булкмаер                   |
| Хилари Шепард Тёрнер | Диватокс                                    |
| Грегг Баллок         | лейтенант Джереми Стоун                     |
| Уинстон Ричард       | Зордон                                      |
| Роберт Л. Мэнэхэн    | Зордон (голос)                              |

| Актёр                | Роль                     |
| -------------------- | ------------------------ |
| Ричард Дженелл       | Эрни                     |
| Донен Кистлер        | Альфа-5                  |
| Ричард Стивен Хорвиц | Альфа-5 (голос)          |
| Джон Симантон        | Леригот                  |
| Лекс Лэнг            | Леригот, Райгог (голоса) |
| Джей Би Левин        | Яра и Бетель (голоса)    |
| Дэнни Уэйн Столлкап  | Элгар                    |
| Дерек Стивен Принц   | Элгар (голос)            |
| Майк Дик             | Малигор                  |
| Карла Перес          | Рита Репульса            |
| Барбара Гудсон       | Рита Репульса (голос)    |
| Марк Ричардсон       | Лорд Зедд                |
| Роб Аксельрод        | Лорд Зедд (голос)        |

## Производство
Изначально картина должна была называться «Могучие рейнджеры: Гонка к вулкану» или «Турбо: Приключения Могучих рейнджеров», однако создатели решили плотнее связать её с предстоящим сезоном «Могучие рейнджеры: Турбо», поэтому изменили название. Из театральной версии «Турборейнджеров» было вырезано несколько сцен, в частности поражение рейнджеров Зео в сражении с солдатами Диватокс Пираньятронами, что побудило героев перейти на Турбо-силу.
В фильме снялись основные актёры сезона «Могучие рейнджеры: Зео». Продюсеры отказали Стиву Карденасу в увеличении гонорара, из-за чего тот решил покинуть франшизу, чтобы открыть собственную школу каратэ, а экранное время его персонажа было уменьшено. Новым членом команды стал Блейк Фостер, который был гораздо младше своих коллег, из-за чего, во время превращения в рейнджера, персонаж вырастал; создатели фильма считали, что основной аудитории «Могучих рейнджеров» понравится идея с рейнджером-ребёнком. Остин Сент-Джон согласился вернуться к роли Джейсона при двух условиях: первое — увеличение гонорара, а второе — превращение его героя в злодея; по этой причине сценаристы придумали сюжетную линию с порабощением Джейсона и Кимберли Малигором. Исполнительница роли Диватокс Хилари Шепард Тёрнер забеременела между производством фильма и сериала, поэтому до 26-го эпизода сезона «Турбо» её героиню играла Кэрол Хойт.
В отличие от предыдущего фильма, где Мегазорд создавался с помощью компьютерной графики, в «Турборейнджерах» использовался практичный костюм; тем не менее, в сезоне «Турбо» Saban вновь стала использовать кадры с участием Мегазорда из Gekisou Sentai Carranger. Костюмы для Элгара и Райгога создавали специалисты по визуальным эффектам и костюмам братья Чиодо; по словам последних, из фильма была вырезана героиня-русалка по имени Мандика, для которой они разработали протез рыбьего хвоста. Сцены на острове Мурантиас снимались в долине Иао, расположенной в западной части острова Мауи (Гавайи).

## Музыка
Turbo: A Power Rangers Movie (Original Motion Picture Soundtrack) — саундтрек к фильму, вышедший под лейблами Hollywood Records и Saban Records 18 марта 1997 года на звуковых компакт-дисках и компакт-кассетах. Помимо оригинальной музыки, написанной специально для фильма, альбом также содержит композиции из сезона «Могучие рейнджеры: Зео».
| №   | Название                                                                    | Автор(ы)                         | Длительность |
| --- | --------------------------------------------------------------------------- | -------------------------------- | ------------ |
| 1.  | «Shift into Turbo» (Fulflej)                                                | Fulflej Мэттью Нельсон           | 3:39         |
| 2.  | «Power Rangers Turbo, Go! (Main Theme)» (Джим Кашинери / Super Power)       | Шуки Леви Касса Мачи Шерил Сабан | 2:25         |
| 3.  | «Hope for the World» (Mighty Raw)                                           | Рон Вассерман                    | 4:07         |
| 4.  | «Turbo Time» (Эллен Тен Дамме)                                              | Эллен Тен Дамме                  | 3:18         |
| 5.  | «Invincible» (Джим Кашинери / Super Power)                                  | Джереми Свит                     | 3:18         |
| 6.  | «Unite!» (Mighty Raw)                                                       | Рон Вассерман                    | 4:01         |
| 7.  | «Let’s Rock & Roll» (Джим Кашинери / Super Power)                           | Джереми Свит                     | 3:51         |
| 8.  | «Freewheelin’» (OO-Spies)                                                   | Шуки Леви Касса Мачи Шерил Сабан | 2:35         |
| 9.  | «Big Bang» (Джим Кашинери / Super Power)                                    | Шуки Леви Касса Мачи Шерил Сабан | 2:26         |
| 10. | «Power Rangers Zeo/Go Go Power Rangers (Main Theme)» (Брайан Яскулка / Zeo) | Шуки Леви Касса Мачи Шерил Сабан | 1:02         |
| 11. | «Go Gold Ranger» (Джим Кашинери / Super Power)                              | Шуки Леви Касса Мачи Шерил Сабан | 2:21         |
| 12. | «Enemies Beware» (Джим Кашинери / Super Power)                              | Шуки Леви Касса Мачи Шерил Сабан | 2:53         |
| 13. | «Here Comes the Power Again» (Джим Кашинери / Super Power)                  | Шуки Леви Касса Мачи Шерил Сабан | 2:45         |
| 14. | «Calling for a Hero» (Джим Кашинери / Super Power)                          | Шуки Леви Касса Мачи Шерил Сабан | 2:49         |

## Релиз

### Домашние издания
8 июля 1997 года состоялся релиз фильма на VHS и LaserDisc. С 13 марта 2001 года «Турборейнджеры» и «Могучие морфы: Рейнджеры силы» продавались в специальном двухдисковом издании; в 2003 году в продажу поступило одиночное издание. В 2011 году вышло новое двухдисковое издание. В марте 2017 года фильм переиздавался в комплекте с «Могучими морфами: Рейнджерами силы», что было приурочено к премьере фильма «Могучие рейнджеры».
В 2019 году Shout! Factory приобрела права на переиздание фильма; 30 июля 2019 года компания выпустила «Турборейнджеров» на Blu-ray.

## Восприятие

### Кассовые сборы
Премьера «Турборейнджеров» состоялась 28 марта 1997 года в 2113 кинотеатрах. За первые выходные фильм заработал $ 3,3 млн, заняв 7-е место по кассовым сборам среди американских новинок кино. Суммарные сборы картины составили $ 9,6 млн; $ 8,4 млн из них приходились на кинотеатры США, а оставшиеся $ 1,3 млн — на зарубежные рынки.

### Критика
На агрегаторе рецензий Rotten Tomatoes рейтинг свежести фильма составляет 15% со средней оценкой 3,8 балла из 10 на основе 20 рецензий. Консенсус сайта гласит: «Нет, нет, Могучие рейнджеры». Metacritic, который выставляет оценки на основе среднего арифметического взвешенного, дал картине 35 баллов из 100 на основе 9 обзоров, что указывает на «преимущественно негативный приём». Зрители, опрошенные CinemaScore, поставили фильму среднюю оценку «B» по шкале от A+ до F.
Джо Лейдон из Variety раскритиковал фильм за «мизерные затраты на производство раздутого до размера фильма проекта», но, в то же время, похвалил игру Хилари Шепард Тёрнер и Эми Джо Джонсон. Лоуренс Ван Гелдер из The New York Times испытал смешанные чувства от просмотра фильма, критикуя сюжетную линию и диалоги и вместе с тем хваля визуальные эффекты и качество производства. Рита Кемпли из The Washington Post назвала картину «чистилищем малобюджетных межпланетных приключений».
Кевин Томас из Los Angeles Times дал «Турборейнджерам» положительную оценку, отметив, что съёмочная группа «создавала этот фантастический фильм с большим размахом и креативностью», благодаря чему он воспринимается как «крепкий сиквел»; также рецензент похвалил игру Тёрнер и визуальные эффекты.

### Награды и номинации
В 1997 году Блейк Фостер был номинирован на премию «Молодой актёр» за «лучшую роль в художественном фильме — ведущий молодой актёр».